# Сувальщина
| Мала Литва Жмудь Аукштота | Сувальщина Дзукія |

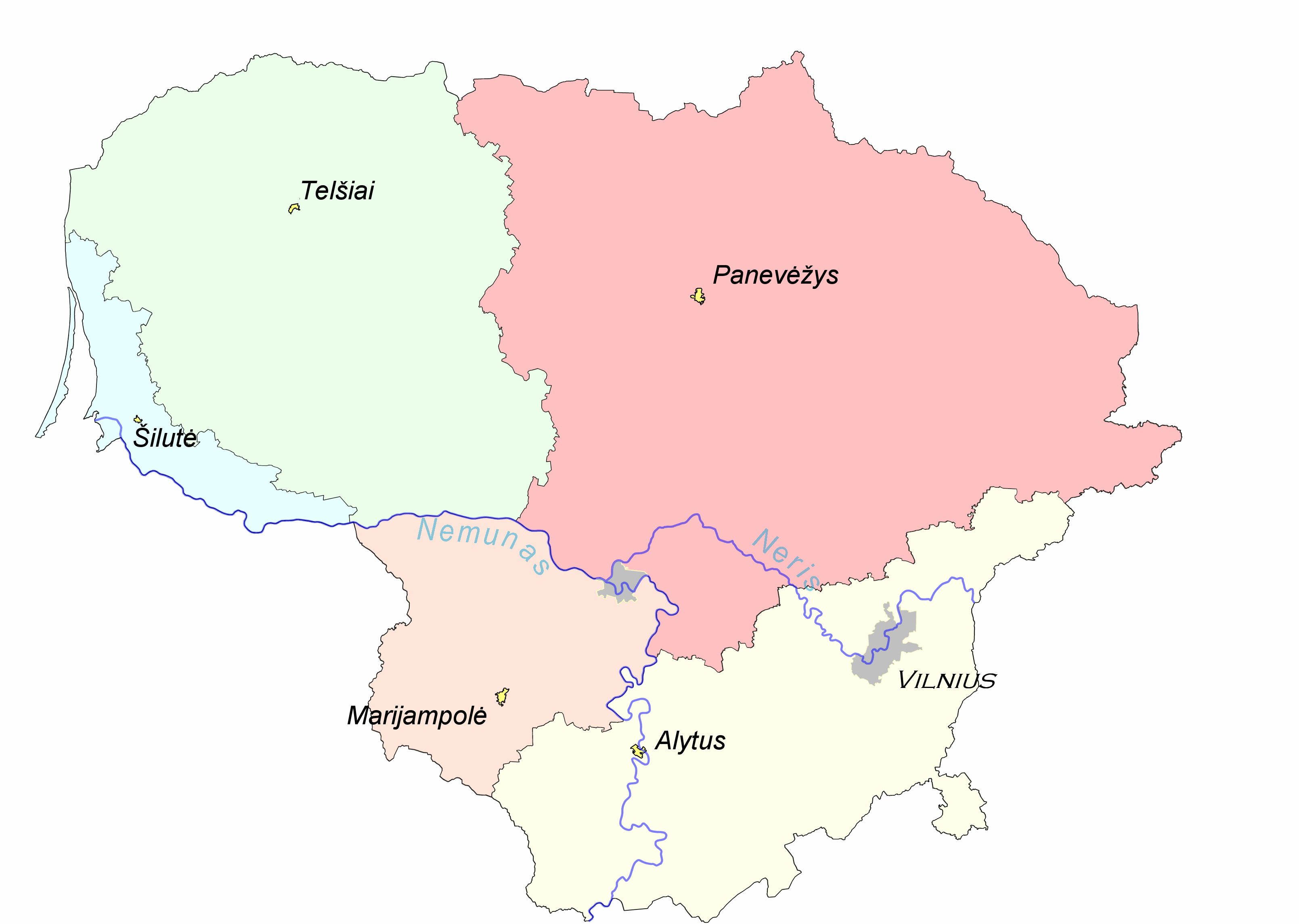
Етнорегіони Литви

Герб Сувалкії

Сувалкія або Судовія (лит: Sūduva або Suvalkija або Užnemunė, пол: Suwalszczyzna) — найменший із п'яти культурних регіонів Литви. Це традиційно заможний регіон на південному заході довкола Маріямполє. Люди із Сувалкії називаються лит: suvalkiečiai (множина) або лит: suvalkietis (однина). Він розташований на південь від річки Неман, на колишній території Вілкавішкіської єпархії. Історично це найновіший етнографічний регіон, оскільки найвиразніші його характеристики та окрема регіональна ідентичність сформувалася в 19 столітті, коли територія була частиною Польщі, анексованої росіянами. Ніколи не був окремим політичним утворенням і навіть сьогодні регіон не має офіційного статусу в адміністративному поділі Литви. Однак він продовжує залишатися предметом досліджень, присвячених литовській народній культурі 19 — початку 20 століть.

## Назва
У Литві до регіону застосовують три різні назви, що викликає певну плутанину:
- Судовія (лит. Sūduva) походить від древнього балтійського племені судувів, корінних мешканців регіону. Термін Судовія неоднозначний, оскільки його також використовують для позначення всього регіону розселення судувів у давнину і який простягається набагато далі на південь.
- Сувалкія Suvalkija походить від колишньої Сувальської губернії (1867—1914) у складі російської Польщі. Місто Сувалки (лит. Suvalkai) входило до складу Литви з 13 століття до 1795 року, а Польщі — з літа 1920 року.
- Ужнемуне (Užnemunė)(дослівно: за річкою Неман) описує географічне розташування регіону, але не зовсім точно. Південно-західна частина Дзукії, іноді відома як Дайнава[2], також знаходиться на лівому березі річки[3]. Райони чітко виокремилися внаслідок значної різниці в економічному розвитку в Сувалкії (північ Ужнемуне) та Дзукії (південний схід Ужнемуне)[4].

В останні роки відбувалися публічні дискусії щодо того, яке ім'я, Сувалкія чи Судовія, є кращим. Історики стверджують, що «Судовія» — це анахронізм, що відноситься до земель в 13-14 століттях. Один коментатор назвав спроби перейменувати регіон «неотрибалізмом» — штучна спроба знайти зв'язки з давно вимерлим племенем. Прихильники «Судовії» протестували проти використання терміна, накладеного на регіон Російською імперією, тим більше, що місто Сувалкі знаходиться в Польщі, і нинішній регіон не має з ним ніякого зв'язку. Вони також стверджували, що термін `` Сувалкія  є досить недавнім і штучним політичним утворенням, популяризованим радянськими істориками, і що більш архаїчний `` Судовія  'точніше відображає історичні корені регіону. Суфікс  -ija  зазвичай не використовується в литовській мові для утворення назви топонімів від назв міст (єдиним винятком є  Вільня , що використовується для визначення Віленського краю). Офіційна петиція Ради з Захисту Етнічної Культури Сувалкії до Комісії з литовської мови, що вимагала офіційної зміни назви з  Сувалкія  на  Судовія , була відхилена в 2005 році. Комісія обгрунтувала своє рішення тим, що назва Сувалкія переважає як в академічній літературі, так і в повсякденному житті.

## Історія

### Політична історія

Сувальська губернія (1867—1914) жовтим кольором. Регіон отримав свою назву від цього намісництва.

Землі судувів (ятвягів) були включені до складу Великого князівства Литовського протягом 13 століття. Регіон часто спустошували тевтонські лицарі, і більшість його жителів покидали його. Після Мельнського договору 1422 року його західні кордони були закріплені, і ця територія стала єдиною власністю самого Великого князя. У 1569 р. Велике князівство приєдналося до Польського королівства, утворивши Річ Посполиту. Співдружність була розділена в 1795 році, а Сувалкія, як частина більшої території на лівому березі річки Неман, була включена до складу провінції Східна Пруссія. Це означало, що Сувалкія була відокремлена від Литви, яка відійшла до Російської імперії. У 1807 р. Сувалкія ненадовго входила до складу герцогства Варшавського, невеликої польської держави, створеної Наполеоном Бонапартом, перед тим як бути приєднаною в 1815 р. до російської Польщі, утвореного в рамках особистої унії з Російською імперією. Протягом решти ХІХ століття та початку ХХ століття Сувалкія адміністративно входила до складу Августівської губернії, а пізніше Сувальської губернії. Статистика російських переписів населення показала, що литовці складали незначну більшість у північній частині губернаторства, а поляки, зосереджені в регіоні Сувалки на півдні, становили близько 23 % від загальної кількості населення губернаторства. Литва та Польща стали незалежними державами після Першої світової війни і оскаржили свої кордони в цьому регіоні.
Сувальська губернія була розділена більш-менш за етнічними ознаками. З тих пір Сувалкія стала частиною Литви, а
Сувальський край — частиною Польщі.

### Економічна історія
Сувалкія здавна відома як багатий сільськогосподарський край. Підвищений попит на деревину спричинив переселення та вирубування лісів у регіоні протягом 16-17 століть. Попит призвів до незаконних набігів для вирубки дерев із Прусського герцогства. Щоб запобігти цьому, Великі князі литовські створили кілька прикордонних сіл між Юрбаркас і Вірбаліс.Королева Бона Сфорца, яка керувала землями від імені свого чоловіка Сигізмунда I Старого між 1527 і 1556 роками особливо підтримувала ці нові поселення. Переселення йшло з півночі, особливо з районів вздовж річки Неман. Великій князь надав великі ділянки в користування місцевій шляхті, зокрема родині Сапіг. Ці поселення повільно поширювалися далі на південь та схід.
До середини 17 століття темпи переселення сповільнились. Попит на деревину різко зменшився, дотогож Велике князівство Литовське втратило майже половину населення через Північні війни (1655—1661), голод та чуму. Поселенців приваблювали її родючі сільськогосподарські угіддя, які в основному були очищені від лісів, і відносна легкість панщини в цьому районі: оскільки значна частина землі належала самому Великому князю, кріпаки не повинні були виконувати corvée. Залюднення приватних володінь шляхти на півночі відбувалося набагато повільніше. Іншим важливим фактором відродження району була близькість Східна Пруссія та її столиці Кенігсберг. Місто стало головним торговим центром і було другим за величиною місцем експорту (після Риги, Латвії) Великого князівства. Місто Кудіркос Науместіс стало воротами регіону до Пруссії. Коли Північна війна (1700—1721) продовжила знелюднювати Литву, заселення Сувалкії майже було завершено.
Кріпосне право в Сувалкії було скасовано в 1807 році Наполеоном Бонапартам: селяни набули особистих свобод, хоча не могли володіти землею. Це змінилося лише в 1861 році, коли кріпосне право було скасовано у всій Російській імперії. Після повстання 1863 р. Селяни отримали безкоштовну землю (їм більше не потрібно було викупляти землю у дворян). До 1820-х років фермери в Сувалкії почали розділяти свої села на окремі садиби (литовське: однина — vienkemis, множина — vienkemiai). Цей стан є чітким показником економічного процвітання серед селян. Стара система з трьома полями застарівала; за цією системою землею керувала громада, і люди не могли впроваджувати жодних технологічних досягнень без їхнього схвалення. На відміну від цього, в інших частинах Литви цей процес не розпочався, поки кріпосне право не було скасовано по всій Імперії в 1861 році, посилившись після Столипінської реформи 1906 року.
Дострокове скасування кріпосного права, родючі землі та тісні економічні зв'язки зі Східною Пруссією сприяли відносно високому добробуту Сувалкії. Ця ситуація призвела до сталого уявлення, що її мешканці дуже раціональні, кмітливі та надзвичайно ощадливі, навіть жадібні. Такі стереотипи, що стосувалися й інших регіонів, спричинило багато анекдотів і практичних жарти.
Сувалкія залишається найменш лісистою територією Литви (у 2005 р. Ліси покривали 21,6 % Маріампольського повіту, тоді як ліси займають 32 % країни в цілому). Третій за величиною ліс у Литва, ліс Казлу Руда (587 квадратних кілометрів or 227 квадратних миль) знаходиться в Сувалкії, але знаходиться на піщаному ґрунті, непридатному для землеробства. Сувалкія залишається одним із найважливіших сільськогосподарських регіонів Литви, збираючи великі врожаї цукрових буряків.

### Культурна історія
Спочатку регіон населяло балтійське плем'я судувів (звідси і назва «Судовія»). Протягом Середньовіччя Тевтонські лицарі часто здійснювали набіги на регіон, намагаючись завоювати та охрестити язичницьке Велике князівство Литовське. В результаті більша частина стародавньої Судовії стала малолюдною, вкритою великими лісами, територією. Після Грюнвальдської битви 1410 р., яка поклала край хрестовим походам проти Литви, територія повільно почала заселятися поселенцями з Жемайтії та Аукштайтії. Вони принесли свої культури, які поєдналися з культурою судувів, і поступово сформувалася етнологічно відмінна культура, яка поєднала жемайтські та аукштайтські елементи з місцевими.
Суттєві зміни відбулися в кінці 18 — на початку 19 століть. Сувалкія була відокремлена від Литви. Хоча наполеонівський період був коротким, він призвів до тривалих наслідків. Серед цих наслідків найважливішими були запровадження наполеонівського кодексу, використання григоріанського календаря та скасування кріпосного права майже на 50 років раніше, ніж на решті території Литви. Селяни здобули особисту свободу та можливості поліпшувати добробут. Регіон також пропонував кращі освітні можливості для своїх мешканців — Вчительська семінарія Вейверія і Гімназія Маріямполе продовжували свою діяльність у той час, коли більшість навчальних закладів Литви були закриті після січневого повстання 1863 проти Російської імперії. Студенти також могли відвідувати римо-католицькі семінарії в Сейнах та Каунасі. Згідно з переписом населення, проведеним у 1897 р., рівень грамотності серед селян Сувалківської губернії був найвищим у Російській імперії. Мешканці Сувалкії також були одними з перших і найчисленніших емігрантів до США.
Ці події призвели до формування нового добре освіченого класу, який підживив Литовське національне відродження у другій половині 19 століття . Серед багатьох відомих діячів регіону були патріарх литовської незалежності Йонас Басанавічюс, Вінцас Кудірка, автор гімну литовської держави, та Йонас Яблонскіс, лінгвіст, якому часто приписують створення стандартизованої литовської мови. Діалекти, на яких розмовляли на Сувалкії, стали основою сучасної мови. Відродження, яке раніше було зосереджене на сході Жtмfйті, поступово перейшло до Сувалкії завдяки діяльності цих видатних діячів та її кращим економічним умовам.

## Народна культура

### Мова

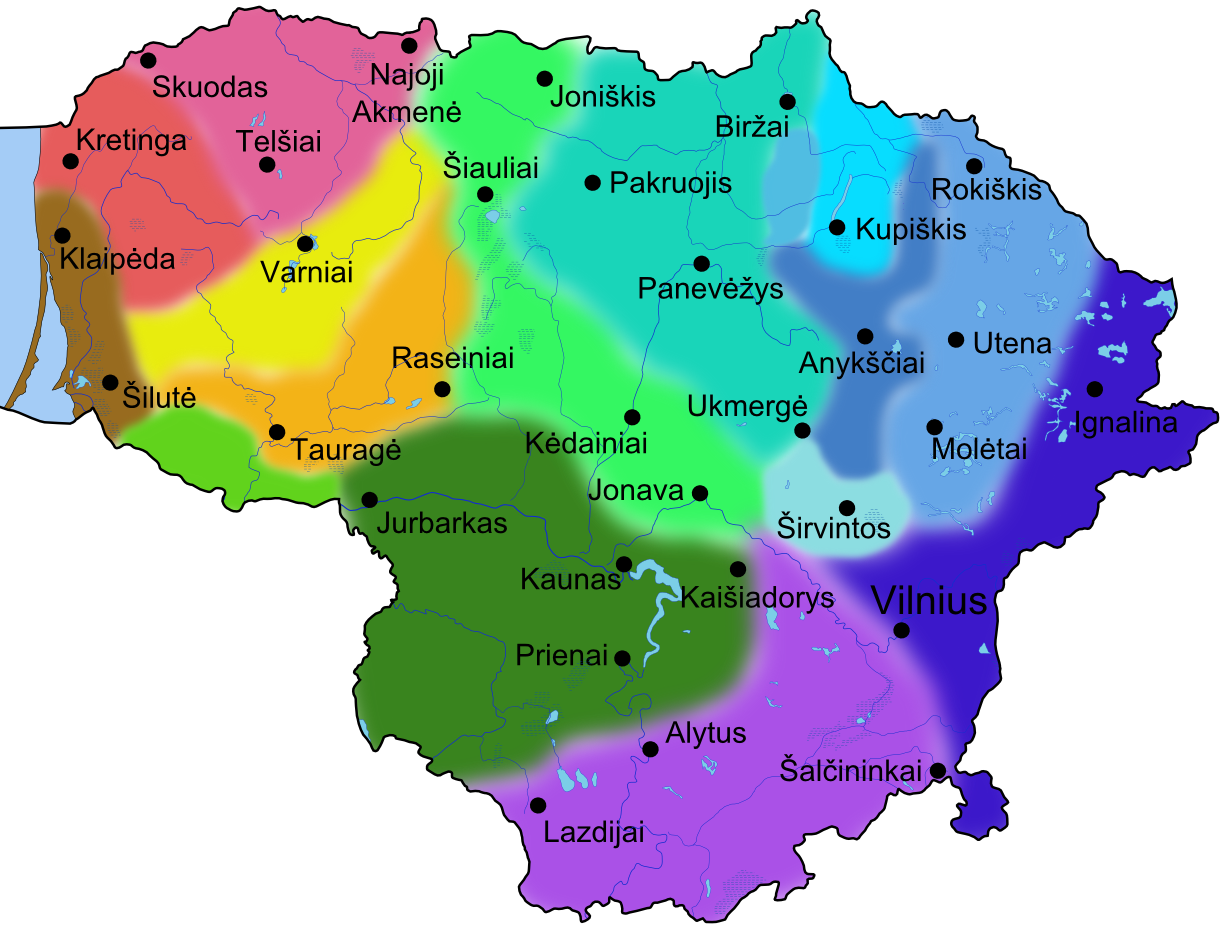
Карта діалектів литовської мови на основі нової класифікації, запропонованої Зінкевічюсом та Гірденісом. Виділено три підгрупи західного аукштайтського діалекту (зеленим кольором). Піддіалект Каунасу, який також охоплює Сувалкію, має темно-зелений колір.

Традиційна класифікація литовських діалектів розділила сувальські діалекти на два розділи: Занавикай, що розмовляли на півночі, та Капсай, що розмовляли на півдні. Ці два субдіалекти часто описуються як основа стандартної литовської мови. Однак виявилося досить складно визначити мовні характеристики, унікальні для цих регіонів, оскільки характеристики надзвичайно різноманітні та нерівномірно розподілені . Переглянута класифікація діалектів, запропонована в 1965 р., усуває це розмежування та об'єднує піддіалекти Занавикай, Капсай та Центральний Аукштайт як єдину підгрупу, названу Каунаськім піддіалектом . 'західного аукштайтського діалекту. Територія цього субдіалекту охоплює значно більшу територію, ніж Сувалкія, і тягнеться за річку Неман.
Західний аукштайтський діалект, на відміну від інших діалектів литовської мови, зберігає змішані дифтонги an, am, en, em та голосні огонек ą і ę. Діалект підрозділяється на піддіалекти Каунасу та Шяуляю. Піддіалект Каунасу, на відміну від піддіалекту Шяуляй, у більшості випадків відокремлює довгі та короткі голосні та підкреслює закінчення слів так само, як і стандартна литовська. Оскільки вони мали тісні економічні контакти зі Східною Пруссією, люди з Сувалки запозичили ряд німецьких слів. У період з 2003 по 2006 рр. Видавничий інститут «Наука та енциклопедія» видав тритомний словник занавикайського піддіалекту. З 1973 року муніципалітет Шакіяйського району щорічно організовує День мови, щоб заохотити збереження субдіалекту.

### Одяг

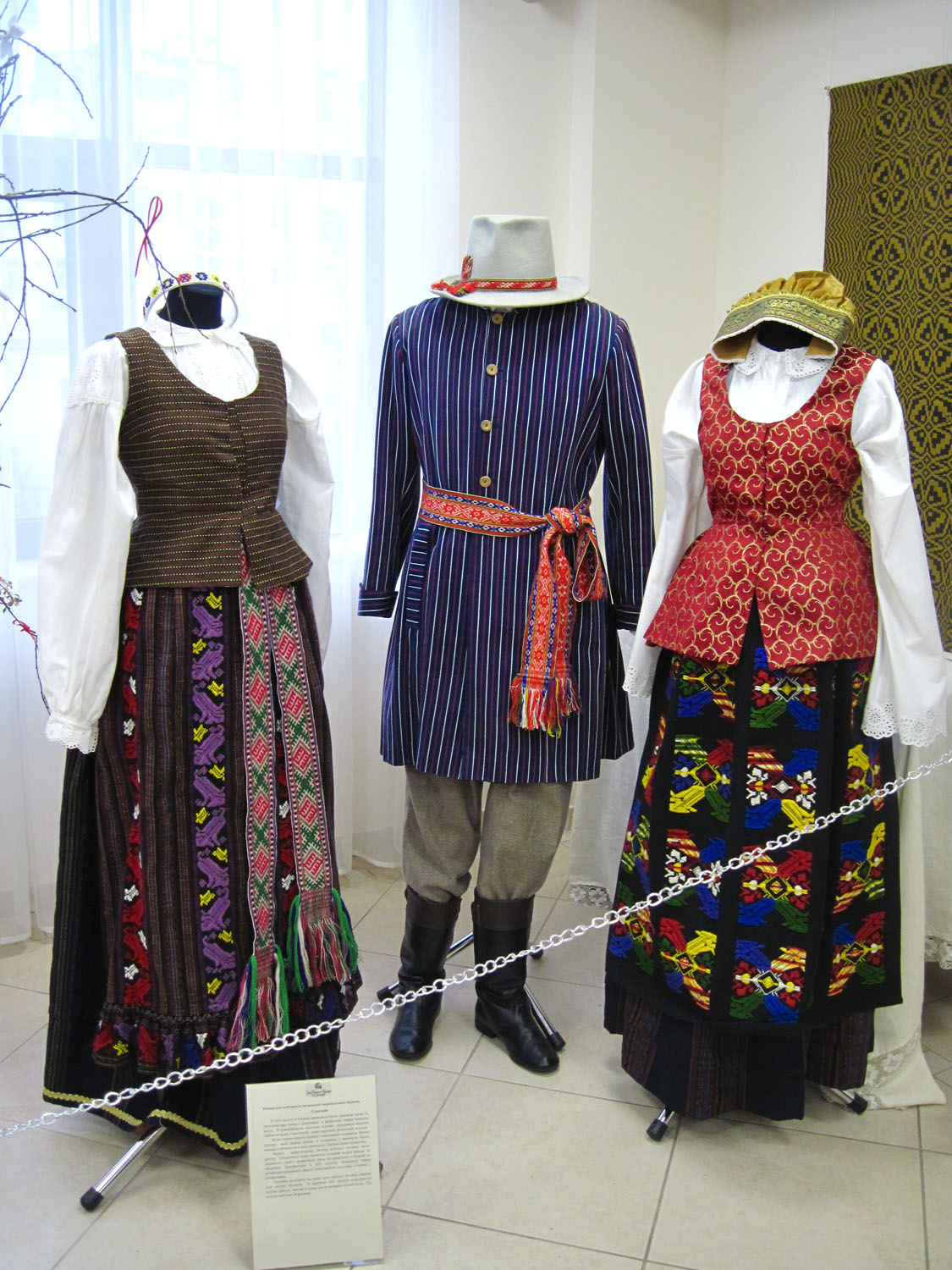
Приклади традиційного одягу Сувалкії

Традиційний селянський одяг в Сувалкії, хоча і складається з тих самих основних предметів, його можна чітко відрізнити від одягу з інших регіонів Литви. Оскільки регіон був відносно заможнішим, одяг був багатшим за кольором, оздобленням та орнаментом, виготовлявся з кращих і дорожчих матеріалів, зокрема парчі, шовку, вовни та дамаску. Регіональні відмінності існували навіть у межах Сувалкії. Жінки-капсайки носили довгі широкі сукні з великими малюнками зірок та тюльпанів, напівтемного кольору та частково в смужку. Костюм Занавикай — один з найбільш декоративних за дизайном, кольором та стилем.

## Додатковий матеріал
- Totoraitis, Jonas. Sūduvos Suvalkijos istorija (лит.). Marijampolė: Piko valanda. ISBN 9986-875-87-0.
- teksto autorės: Janina Švambatytė; Giedrė Čepaitienė (2003–2006). Zanavykų šnektos žodynas (лит.). Vilnius: Mokslo ir enciklopedijų leidybos institutas. ISBN 5-420-01504-8.